# Путніков Іван Михайлович
Іва́н Миха́йлович Пу́тніков (27 вересня 1899 — 22 липня 1964) — педагог, директор Одеського державного педагогічного інституту (1941—1945 рр).

## Біографічні дані
Іван Михайлович Путніков народився 27 вересня 1899 року в м. Новомиргород на Єлісаветградщині в бідняцькій родині.
З 1924 року працював в партійних органах Одеської округи.
В 1936 році закінчив історичний факультет Одеського державного університету.
З січня до вересня 1937 року тимчасово виконував обов'язки директора Одеського педагогічного інституту. Потім протягом двох років працював вчителем історії в одеських загальноосвітніх школах № 67 і 104.
З вересня 1939 року до липня 1941 року обіймав посаду заступника директора Одеського педагогічного інституту по заочному відділу.

#### Роки війни
Під час фашистської навали з липня 1941 року до квітня 1945 року працював директором Одеського державного педагогічного інституту.
Провів евакуацію інституту (студентів, викладачів, бібліотечного фонду, обладнання) спочатку у Майкоп (РРСФР), а згодом у Байрамали (Туркменія), де організував навчання та матеріальне забезпечення студентів й співробітників. За роки евакуації інститут підготував понад 100 педагогів.
В 1944 році інститут повернувся до Одеси. Весь колектив на чолі з директором доклав багато зусиль по відновленню навчального процесу.

#### Повоєнний час
З квітня 1945 року до вересня 1946 року працював викладачем кафедри історії народів СРСР Одеського педагогічного інституту.
З 1 вересня 1946 року до 29 липня 1951 року викладав в Одеському політехнічному інституті, а потім до 22 липня 1964 року — у Одеському медичному інституті.
Помер 22 липня 1964 року в Одесі.

## Нагороди
- Орден «Знак пошани».
- Медаль «За доблесну працю у Великій Вітчизняній війні 1941—1945 рр.».
- За заслуги по збереженню вищого навчального зпакладу, організацію його безперервної роботи нагороджений Почесною Грамотою Президії Верховної Ради Української РСР.